# Saběnice
Saběnice (německy Sabnitz) malá vesnice, která je součástí obce Havraň v okrese Most v Ústeckém kraji. Nachází se v nadmořské výšce 254 metrů, asi osm kilometrů jižně od města Mostu. Osadou prochází silnice II/251 do Jirkova.

## Název
Název vesnice je odvozen z osobního jména Saběn, které je nejspíše italského původu (kmenový název Sabini) a do Čech se dostalo s církevní latinou. V historických pramenech se jméno vesnice objevuje ve tvarech: Sabenitz (1281), in Sabienicz (1381), „in villa Sabyeniczich“ (1383), de Zabenicz (1391), de Sabienicz (1411), in Saveniczych (1450), in Sabeniczich (1455), „w Sabenicziech“ (1495), Sabienicz (1544), k Sabieniczym (1544), Sabenicze (1549), ve vsi Vsabnicích (1551), Sabenicze (1565), zu Sabenicz (1565), Sabnitz a Zabnicz (1787, 1846) a Zabnice (1846).

## Historie
První písemná zmínka o Saběnicích pochází z roku 1281 a nachází se na listině, na které je zmiňován svědek Vlček ze Saběnic. Ve 14. století vlastnilo ves více majitelů. Kolem roku 1541 prodal Hanuš z Fictumu ves městu Mostu, ale ve vsi zůstalo několik svobodných dvorů. Mostecký majetek byl v letech 1615–1628 ve správě špitálu svatého Ducha. Most v 17. století začlenil Saběnice do svého panství Kopisty, jehož součástí ves zůstala až do roku 1848. Statek poté patřil městu i nadále. Saběnice se po roce 1850 staly osadou obce Havraň. Na konci 19. století získaly samostatnost, ale po druhé světové válce byly opět připojeny k Havrani. Obyvatelstvo se živilo především zemědělstvím.

## Obyvatelstvo
Při sčítání lidu v roce 1921 ve vsi žilo 241 obyvatel (z toho 110 mužů), z nichž bylo 33 Čechoslováků a 208 Němců. Kromě šesti evangelíků a pěti lidí bez vyznání se hlásili k římskokatolické církvi. Podle sčítání lidu z roku 1930 měla vesnice 252 obyvatel: Devatenáct Čechoslováků, 228 Němců a pět cizinců. K římskokatolické církvi ji patřilo 247, dva byli evangelíky, jeden člověk se hlásil k nezjišťovaným církvím a dva lidé byli bez vyznání.
|                                                                 | 1869 | 1880 | 1890 | 1900 | 1910 | 1921 | 1930 | 1950 | 1961 | 1970 | 1980 | 1991 | 2001 | 2011 |
| --------------------------------------------------------------- | ---- | ---- | ---- | ---- | ---- | ---- | ---- | ---- | ---- | ---- | ---- | ---- | ---- | ---- |
| Obyvatelé                                                       | 176  | 224  | 284  | 284  | 241  | 241  | 252  | 105  | 133  | 71   | 79   | 35   | 38   | 63   |
| Domy                                                            | 25   | 27   | 30   | 29   | 29   | 29   | 30   | 30   | .    | 20   | 18   | 16   | 16   | 24   |
| Počet domů z roku 1961 je zahrnut v domech místní části Havraň. |      |      |      |      |      |      |      |      |      |      |      |      |      |      |

## Pamětihodnosti
- Kaplička na návsi, dnes již zbořená [8]
- Sloup se sochou Krista Ecce homo z roku 1698, přenesený do Chrámců
- Socha sv. Prokopa z roku 1738, přemístěná do Mostu

## Galerie

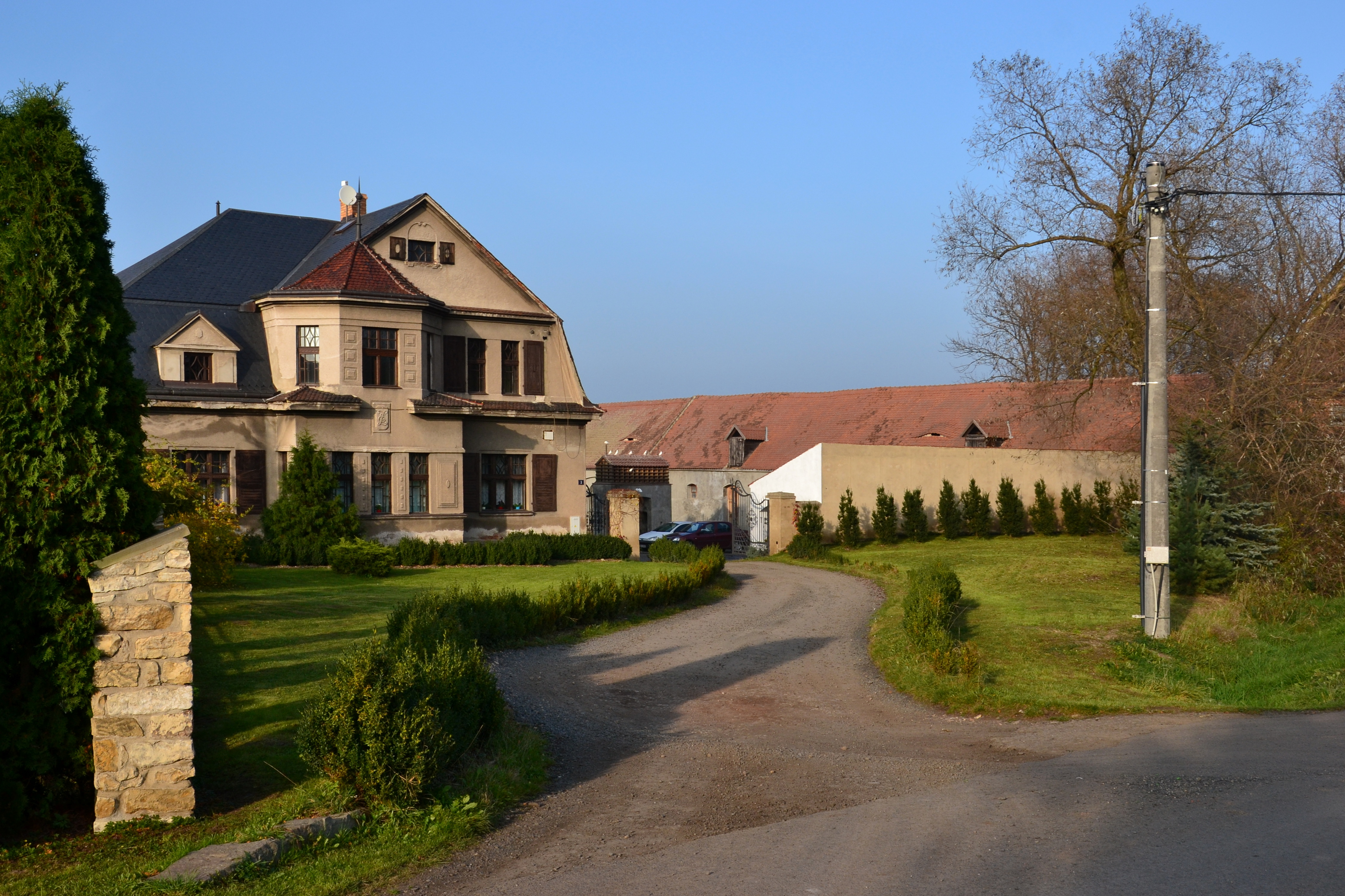
Statek s holubníkem
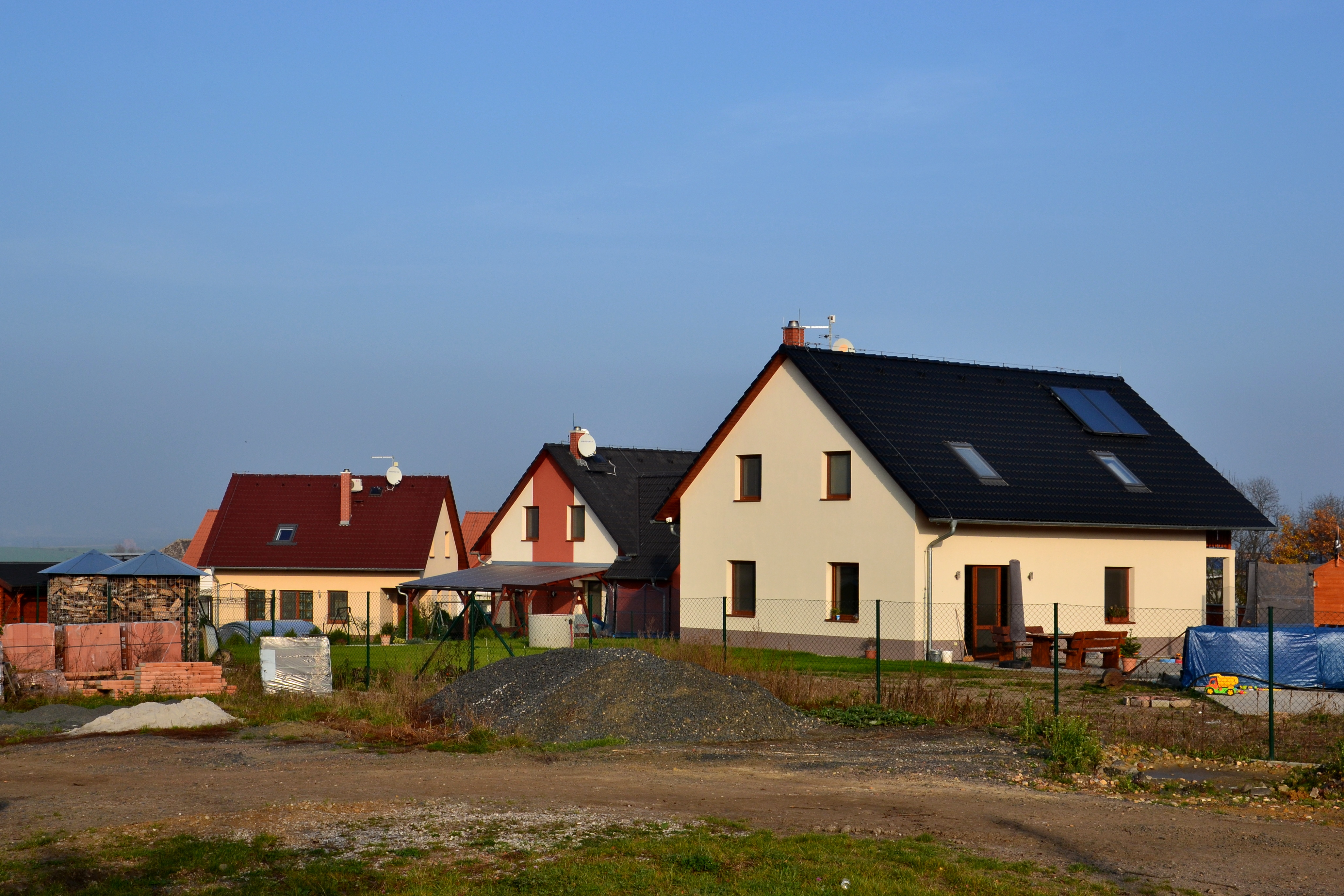
Nové domy
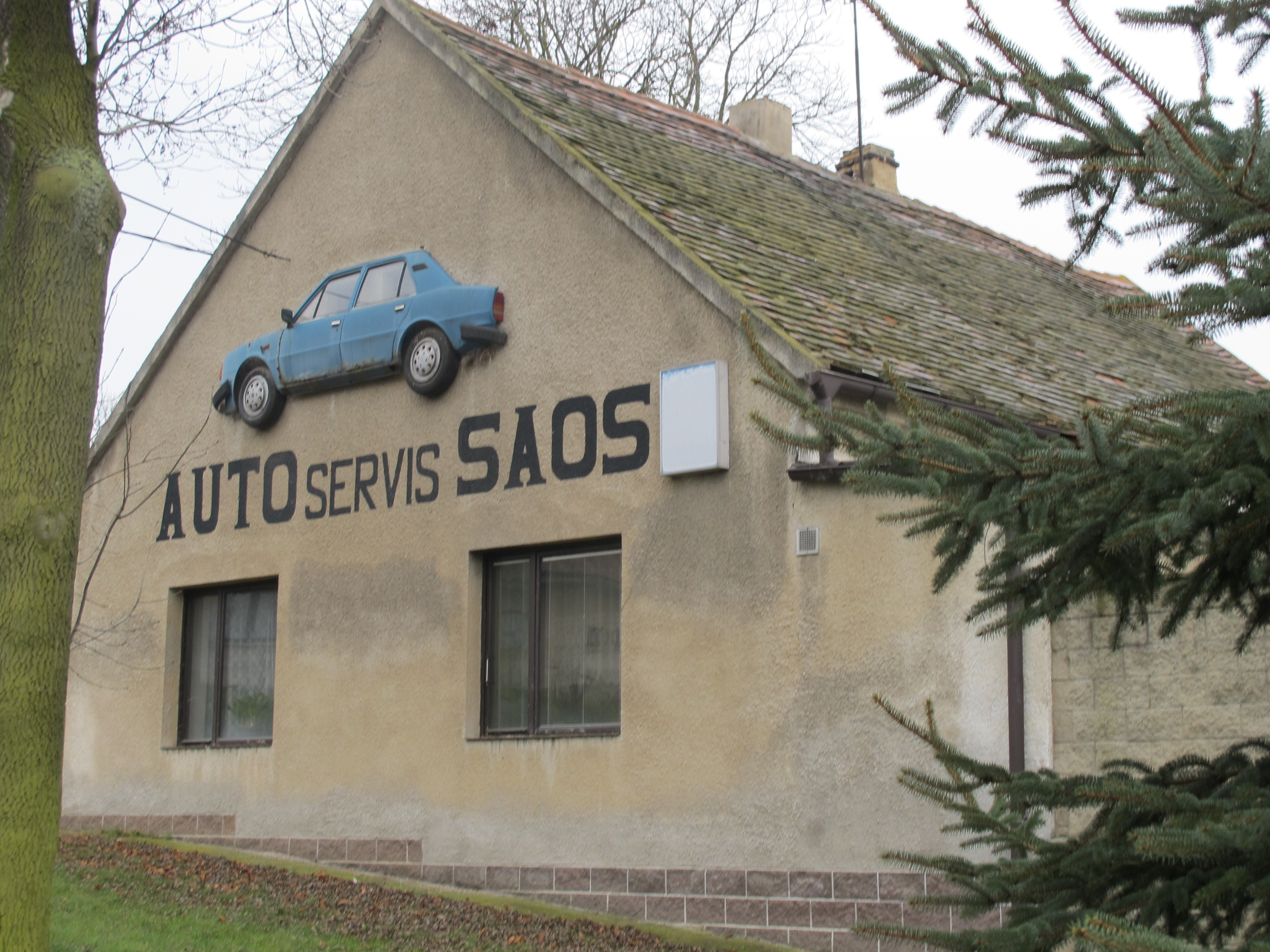
Autoservis
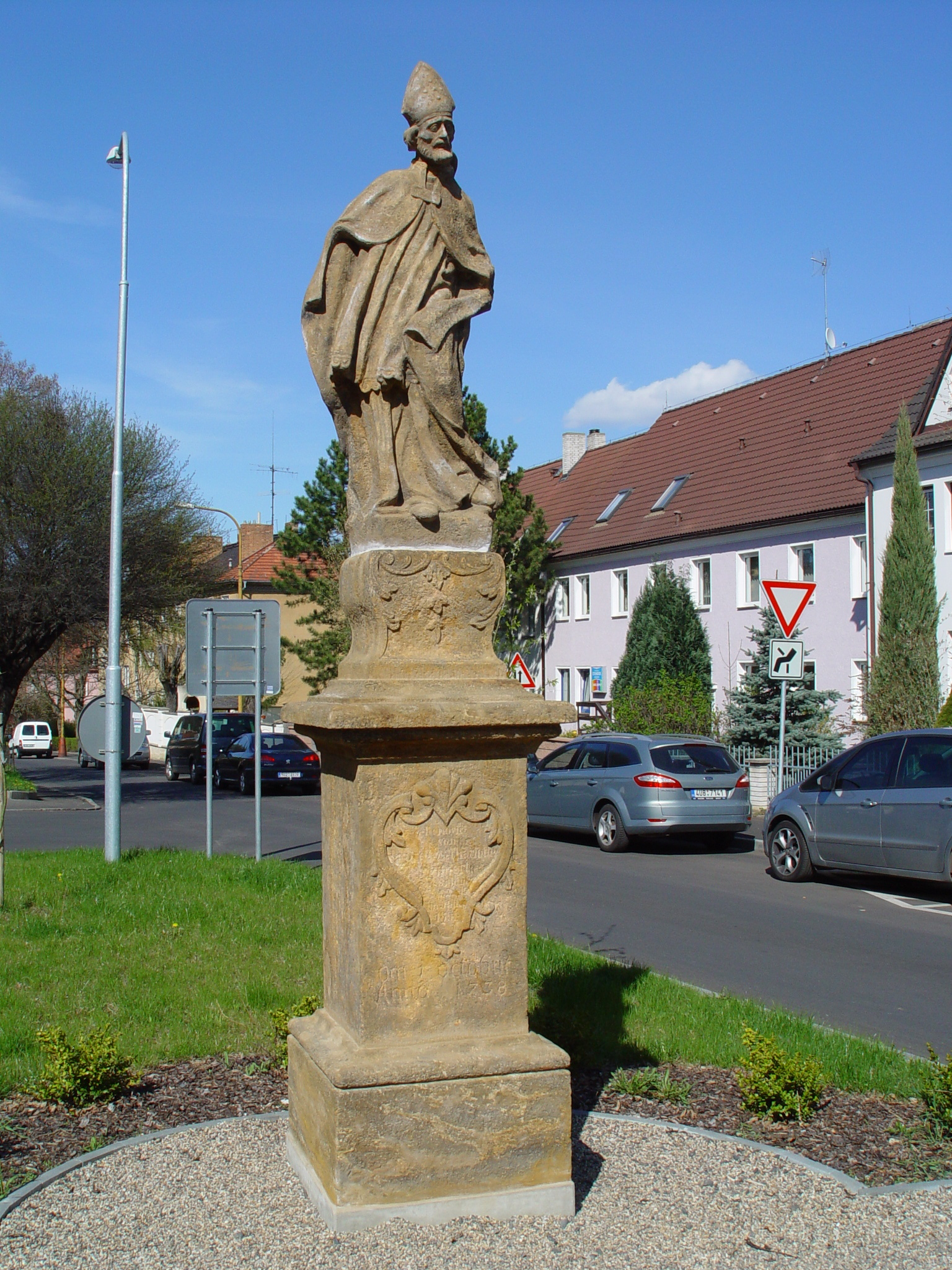
Socha svatého Prokopa přesunutá do Mostu